# Übereinkommen über den internationalen Schutz von Erwachsenen
Das Haager Übereinkommen über den internationalen Schutz von Erwachsenen (ESÜ) ist ein internationales Abkommen, das am 2. Oktober 1999 von der Haager Konferenz für Internationales Privatrecht (HCCH) verabschiedet wurde.

## Geltungsbereich
Das Übereinkommen wurde von Deutschland am 22. Dezember 2003 unterzeichnet. Mit Gesetz vom 17. März 2007 hat der Deutsche Bundestag dem Übereinkommen zugestimmt. Die deutschen Ausführungsbestimmungen finden sich im Gesetz zur Ausführung des Haager Übereinkommens vom 13. Januar 2000 über den internationalen Schutz von Erwachsenen (Erwachsenenschutzübereinkommens-Ausführungsgesetz – ErwSÜAG) vom 17. März 2007.
Am 1. September 2024 galt das Abkommen außerdem für folgende Staaten:
- Belgien
- Estland
- Finnland
- Frankreich
- Griechenland
- Irland
- Lettland
- Malta
- Monaco
- Österreich
- Portugal
- Schweiz
- Tschechische Republik
- Zypern
- Vereinigtes Königreich: nur Schottland.

Weitere Staaten, die unterzeichnet, aber bisher nicht ratifiziert haben, sind Italien, Luxemburg, die Niederlande, Polen und Rumänien.
Im Verhältnis zwischen den Vertragsstaaten ersetzt das ESÜ das am 17. Juli 1905 in Den Haag unterzeichnete Abkommen über die Entmündigung und gleichartige Fürsorgemaßregeln (Art. 48 ESÜ). Dieses räumte den Behörden des Staates der Staatsangehörigkeit vorrangige Zuständigkeit ein, um eine Entmündigung anzuordnen oder eine Vormundschaft zu regeln. Die Behörden des Staates des gewöhnlichen Aufenthalts hatten bei Verzicht der Heimatstaatsbehörden nur eine subsidiäre Zuständigkeit, jedoch konnte die von den Behörden des gewöhnlichen Aufenthalts angeordnete Entmündigung von den Heimatstaatsbehörden nach ihrem Recht aufgehoben werden.
Nach einem Verordnungsvorschag der EU-Kommission vom Juni 2023 sollen durch Verordnung alle EU-Staaten verpflichtet werden, dem Übereinkommen beizutreten.

## Inhalt
Seit dem Zweiten Weltkrieg hat sich das materielle Erwachsenenfürsorgerecht auf nationaler Ebene höchst unterschiedlich entwickelt, sodass die Frage nach den zuständigen Behörden bzw. Gerichten und dem anwendbaren Recht immer bedeutsamer geworden war. Außerdem war bei den älteren Menschen als der vorwiegend von Fürsorgemaßnahmen betroffenen Bevölkerungsgruppe eine kontinuierliche Zunahme der Mobilität zu verzeichnen, sodass sich parallel hierzu auch die Anzahl grenzüberschreitender Sachverhalte erhöht hatte.
Das ESÜ enthält einheitliche Regelungen über die internationale Zuständigkeit, das anwendbare Recht, die Anerkennung, die Vollstreckung und die grenzüberschreitende Zusammenarbeit bei Maßnahmen zum Schutz betreuungsbedürftiger Erwachsener, nicht jedoch das materielle Betreuungsrecht selbst. Es behandelt als erstes internationales Abkommen überhaupt das auf Vorsorgevollmachten anwendbare Recht. Für die Vertragsstaaten gelten mit dem Übereinkommen einheitliche Bestimmungen darüber, welche Gerichte in grenzüberschreitenden Fällen für Betreuungssachen zuständig sind und welches nationale Recht hierbei Anwendung findet. Ferner enthält das Übereinkommen Regelungen, die eine möglichst reibungslose Durchsetzung von Entscheidungen in Betreuungsangelegenheiten in allen Vertragsstaaten gewährleisten sollen.

### Schutzbedürftigkeit
Die Erwachsenen, die durch das Übereinkommen geschützt werden sollen, sind gem. Art. 1 Abs. 1, Art. 2 Abs. 1 ESÜ Personen, die das 18. Lebensjahr vollendet haben und aufgrund einer Beeinträchtigung oder Unzulänglichkeit ihrer persönlichen Fähigkeiten nicht in der Lage sind, ihre Interessen zu schützen. Gemeint sind körperlich oder geistig Behinderte, die dauerhaft oder zeitweilig an einer „Unzulänglichkeit“ ihrer persönlichen Fähigkeiten leiden, sowie häufig ältere Personen, die an einer Beeinträchtigung dieser Fähigkeiten leiden, insbesondere Alzheimerpatienten. Auf den Gebrauch juristischer Ausdrücke, beispielsweise „Rechts-, Geschäfts- oder Handlungs(un)fähigkeit“ wurde bewusst verzichtet. Aufgrund dieser Unzulänglichkeit ist der Erwachsene nicht in der Lage, seine Interessen zu schützen. Erfasst werden nicht nur die vermögensrechtlichen Interessen, sondern allgemeiner gesehen sein persönliches oder gesundheitliches Wohl. Damit lässt es das Übereinkommen bei einer faktischen Beschreibung der Schutzbedürftigkeit bewenden.
Minderjährige unterfallen dem Haager Minderjährigenschutzabkommen (MSA). Gem. Art. 2 Abs. 2 ESÜ ist das Übereinkommen auch auf die Anerkennung früherer Maßnahmen nach dem MSA anwendbar, wenn die betreffende Person das 18. Lebensjahr vollendet.

### Schutzmaßnahmen
Art. 3 ESÜ zählt beispielhaft die Angelegenheiten auf, auf die sich das Übereinkommen bezieht. Diese sind in den Rechtsordnungen der einzelnen Vertragsstaaten nicht notwendig identisch. Sie fallen in den Anwendungsbereich des Übereinkommens, soweit sie von dem nach dem Übereinkommen anzuwendenden nationalen Recht zum Schutz von Erwachsenen vorgesehen sind. Darunter fallen Anordnungen wie die Vormundschaft, die Pflegschaft, die Betreuung oder andere entsprechende Einrichtungen, in Frankreich etwa die „placement sous sauvegarde de justice (Stellung unter gerichtliche Pflegschaft)“ nach Art. 491 ff. des französischen Zivilgesetzbuchs, außerdem die Unterbringung sowie Maßnahmen zur Verwaltung und Erhaltung des Vermögens des Erwachsenen und die Erlaubnis zu ärztlichen Zwangsmaßnahmen.
Das Übereinkommen ist ausdrücklich nicht anwendbar auf die in Art. 4 ESÜ abschließend aufgezählten Maßnahmen. Bei einigen kam zum Tragen, dass der ausgeschlossene Bereich bereits durch andere internationale Übereinkünfte geregelt war. So galten für das auf Unterhaltspflichten anzuwendende Recht sowie die Anerkennung und Vollstreckung der entsprechenden Entscheidungen bereits das UN-Unterhaltsübereinkommen von 1956 oder das Europäische Gerichtsstands- und Vollstreckungsübereinkommen von 1968, womit sich der Ausschluss aus dem ESÜ gem. Art. 4 Abs. 1 lit. a geradezu aufdrängte. Bei anderen, die das öffentliche Recht berühren, erschien es nicht möglich, die Zuständigkeit der Vertragsstaaten auf Gebieten wie dem Strafrecht oder der Einwanderung durch ein Übereinkommen zu beschränken.

## Internationale Zuständigkeit
Zuständig für Maßnahmen zum Schutz der Person oder des Vermögens des Erwachsenen sind die Behörden des Vertragsstaates, in dem der Erwachsene seinen gewöhnlichen Aufenthalt hat, bei einem Wechsel die Behörden des Staates des neuen gewöhnlichen Aufenthalts (Art. 5 ESÜ). Sie wenden dabei ihr eigenes nationales Recht an (Art. 13 ESÜ). Die von den Behörden eines Vertragsstaats getroffenen Maßnahmen werden kraft Gesetzes in den anderen Vertragsstaaten anerkannt (Art. 22 ESÜ).
Behörden verschiedener Vertragsstaaten können zusammenarbeiten, wenn der Erwachsene beispielsweise eine ausländische Staatsangehörigkeit hat, sich sein Vermögen im Ausland befindet oder eine Person seines Vertrauens, die bereit ist, eine Betreuung zu übernehmen (Art. 8 ESÜ). Für diese Zusammenarbeit bestimmt jeder Vertragsstaat eine Zentrale Behörde (Art. 28 ESÜ).
Die zuständige zentrale Behörde ist in Deutschland das Bundesamt für Justiz, in Österreich das Bundesministerium für Justiz. In der Schweiz ist Zentrale Behörde des Bundes das Bundesamt für Justiz, in den Kantonen wurden unterschiedliche kantonale Zentralbehörden bestimmt. Zentrale Behörde des Kantons Luzern ist beispielsweise das Departementssekretariat des Justiz- und Sicherheitsdepartementes.